# Orthophytum riocontense
Orthophytum riocontense là một loài thực vật có hoa trong họ Bromeliaceae. Loài này được Leme mô tả khoa học đầu tiên năm 2005.